# Лінн Сіллімен
Лінн Сіллімен (англ. Lynn Silliman, 24 квітня 1959) — американська академічна веслувальниця.
Бронзова призерка Олімпійських Ігор 1976 року в складі вісімки.
Срібна призерка Чемпіонату світу 1975 року в складі вісімки.